# Jan Hendrik Klein Molekamp
Jan Hendrik Klein Molekamp (Hilversum, 10 januari 1949) is een Nederlands politicus namens de Volkspartij voor Vrijheid en Democratie (VVD). Hij was burgemeester van de gemeente Rozendaal.
Klein Molekamp studeerde, na voltooiing van de hbs-b, bedrijfseconomie te Rotterdam. Van 1971 tot 1973 werkte hij als directie-assistent bij Timmers Scheepvaartmaatschappij, waarna hij zijn loopbaan voortzette als medewerker bij de Kamer van Koophandel en Fabrieken Rotterdam en Beneden-Maas, laatstelijk als secretaris.
Klein Molekamp deed zijn eerste politieke ervaring op als lid van Provinciale Staten van Zuid-Holland en vervolgens vanaf 1994 als lid van de Tweede Kamer. Vervolgens was hij interim-directeur van de Kamer van Koophandel in Rotterdam en voorzitter van de Vereniging Afvalbedrijven. Binnen de VVD was Klein Molekamp actief als afdelingsvoorzitter, lid van de partijraad en lid van het dagelijks bestuur.
Op 1 maart 2009 werd Klein Molekamp benoemd als burgemeester van de gemeente Rozendaal, waar hij Ada Boerma-van Doorne opvolgde. Per 1 februari 2019 ging Klein Molekamp met pensioen. Ester Weststeijn-Vermaat is met ingang van 14 februari 2019 benoemd tot burgemeester van Rozendaal.
- Parlement.com: vg09lllxnixs